# Okres Horgen
Okres Horgen (německy Bezirk Horgen) je jedním z 12 okresů v kantonu Curych ve Švýcarsku. Administrativním centrem okresu je Horgen.

## Poloha
Okres se rozkládá na jihozápadě kantonu Curych. Zahrnuje levý břeh Curyšského jezera a curyšskou část údolí řeky Sihl. V severní části okresu obce částečně srostly s městem Curych, zatímco v jihozápadní části, v oblasti Sihlwald, se nachází největší přirozený a souvislý smíšený listnatý les na Švýcarské plošině.

## Seznam obcí
Okres Horgen zahrnuje 9 obcí. Většina obcí patří do curyšské aglomerace.
| Znak             | Název obce       | Počet obyvatel (31. 12. 2023) | Rozloha (km²) | Hustota zalidnění (obyv./km²) |
| ---------------- | ---------------- | ----------------------------- | ------------- | ----------------------------- |
| Adliswil         | Adliswil         | 19 707                        | 7,77          | 2536                          |
| Horgen           | Horgen           | 23 709                        | 30,82         | 769                           |
| Kilchberg        | Kilchberg        | 9438                          | 2,58          | 3658                          |
| Langnau am Albis | Langnau am Albis | 8157                          | 8,67          | 941                           |
| Oberrieden       | Oberrieden       | 5393                          | 2,79          | 1933                          |
| Richterswil      | Richterswil      | 14 209                        | 7,53          | 1887                          |
| Rüschlikon       | Rüschlikon       | 6275                          | 2,93          | 2142                          |
| Thalwil          | Thalwil          | 18 561                        | 5,51          | 3369                          |
| Wädenswil        | Wädenswil        | 25 753                        | 35,64         | 723                           |
| Celkem (9)       | Celkem (9)       | 131 202                       | 104,24        | 1259                          |